# Nepobedimyj
Nepobedimyj (russisk: Непобедимый) er en russisk spillefilm fra 2008 af Oleg Pogodin.

## Medvirkende
- Vladimir Epifantsev som Jegor Kremnjov
- Sergej Astakhov som Shering
- Harry Borg
- Graham Charles som Barman
- John-sebastien Cote som Harley